# Ulita
Ulita (en rus: Улита) és un poble de la república de l'Altai, a Rússia, que el 2016 tenia 266 habitants, pertany al districte d'Ongudai.